# Stazione di Ginosa
Stazione di Ginosa vasútállomás Olaszországban, Puglia régióban, Ginosa településen. Az állomás 1869-ben nyílt meg.

## Vasútvonalak
Az állomást az alábbi vasútvonalak érintik:
- Jonica-vasútvonal

## Kapcsolódó állomások
A vasútállomáshoz az alábbi állomások vannak a legközelebb:
- Stazione di Castellaneta Marina
- Stazione di Metaponto